# 戰國縱橫家書
《戰國縱橫家書》是一部記載戰國時期縱橫家遊說活動的文獻。原書久佚，1973年發現於長沙馬王堆漢墓中，使這部散失兩千多年的文獻重見天日。

## 背景
1973年，在湖南長沙馬王堆三號墓中出土了大批帛書文物，其中包括《戰國縱橫家書》，全書共分二十七章，三百二十五行，一萬一千多字。其中十一章與今本《戰國策》、《史記》大致相同，另外十六章不見於其他古籍，是失傳已久的佚書。其中記載的史事大都發生在戰國後期，主要是縱橫家的言論，故整理者定名為《戰國縱橫家書》。據唐蘭介紹，《戰國縱橫家書》的字體在篆隸之間，寫在半幅的帛上。“其絹高約二十三公分 ，長約一百九十二公分 ，共三百二十五行，每行三、四十字不等。首尾基本完整，後面留有空白”。

## 內容
《戰國縱橫家書》中最引人注目的是其中關於蘇秦事蹟的記載。因為《戰國策》和《史記》中的這部分材料很多是錯亂重複的，帛書卻提供了以往史書從未見到的比較集中的蘇秦史料，在27章中有11章見於《史記》和《戰國策》，另外16章則未見著錄。且其中的記載又與《史記》、《戰國策》有很大不同。
馬雍重新編排了《戰國縱橫家書》各章的次序。關於蘇秦的活動，他按照時間先後歸納為五個階段：
（1）公元前300-289年，蘇秦第一次由燕赴齊，五年後燕伐齊，蘇秦由齊返燕。
（2）公元前288年，蘇秦第二次由燕赴齊，得到齊湣王信任，勸使齊王攻宋。
（3）公元前287年上半年，蘇秦奉齊王之命聯合五國攻秦，由齊赴燕，後由燕赴梁。
（4）公元前287年下半年到286年上半年，蘇秦由梁至趙，被奉陽君扣留，後由燕說情被釋放後歸齊。
（5）公元前286年，齊滅宋，蘇秦暴露後被殺。
關於內容，史學界如唐蘭、楊寬等一派學者，認為通過這部書的記載，史學界終於可以確定，史記把蘇秦的活動年代提前了大概三十年左右，實際上蘇秦是在公元前三一零年到公元前二八四年活躍的，而不是史記裡的公元前三三四年到公元前三二零年。與張儀同時代的縱橫家是公孫衍和陳軫，蘇秦是後來作為燕國間諜進入齊國，幫助燕昭王促使齊國攻打宋國，並且破壞齊國與趙國的關係，營造天下各國對齊國的不信任和齊國的孤立局面，有利於燕國復仇。
至於《史記》中對蘇秦的記載有如此錯誤，此派學者認為因為“秦既得意,燒天下詩書,諸侯史記尤甚,為其有所刺譏也。詩書所以複見者，多藏人家，而史記獨藏周室，以故滅。惜哉！惜哉！獨有秦記，又不載日月，其文略不具。”。但此學說仍有爭議。
相對而言，《戰國從橫家書》的準確性同樣也遭受學者質疑。若以該書年份，類似《戰國縱橫家書》一類的資料，司馬遷、劉向的時代皆見到過，劉向校《戰國策》書時，《秦記》、《蘇子》、《張子》等各書俱在，而諸子部分也由劉向親自校定而成。史學界也有學者提出見解，如諸祖耿、張烈、高文海，認為司馬遷見過但憑證不足而不採納。因此對蘇秦、張儀以及蘇氏兄弟三人先後時序的論述，應屬可信。
此外，《戰國縱橫家書》記載不像《史記》那樣完整系統而有條理，前因後果及相關內容不清，時序難分，且一概都沒有署名，也使得此書準確性被質疑《戰國縱橫家書》這些書信和說辭，一部分確系蘇秦作品，另有一部分記在蘇厲或蘇代名下，還有一部分在沒有新的有力的考古發現和文獻證據之前，很難確定具體確定真實性。

## 評價
郭丹認為《戰國縱橫家書》“大概是秦漢之際編輯的一種縱橫家言的選本，尤其保存了大量已經散佚的蘇秦遊說資料，可以糾正有關蘇秦歷史的許多錯誤，也可以補充戰國時代的一些史料。拿它與《戰國策》對照而讀，是非常重要的史料補充。”
趙生群在《〈戰國縱橫家書〉所載“蘇秦事蹟”不可信》一文中具體分析了帛書有關篇章的歸屬，認為帛書中無主名的資料多與蘇秦無關，是託名蘇秦的重言，所以《戰國縱橫家書》中一些涉及蘇秦的資料，多出於後人偽託。從蘇秦、張儀兩傳的傳語中可以看出，司馬遷已將紛繁歧異的蘇秦資料理出了清晰的線索，且對一些事情的前因後果瞭若指掌。司馬遷作史的態度非常嚴謹，帛書的出土，又一次證實司馬遷“異時事有類之者皆附之蘇秦”的論斷。